# 莊士元
莊士元（？—？），字君聘，號仁山，福建泉州府晉江縣人，明朝政治人物。

## 生平
福建鄉試第五十四名舉人。嘉靖三十二年（1553年）中式癸丑科二甲第十六名進士。大理寺觀政，授直隸廣德州知州。轉刑部員外郎。官至刑部郎中，典刑廣東，積勞卒於化州。

## 家族
曾祖莊宜晟；祖父莊晉陽，知縣；父莊敬，母林氏。弟士利、士奇（生員）、士登、士治。